# Paul W. Richards
Pour les articles homonymes, voir Paul Richards et Richards.
Paul William Richards, né le 20 mai 1964 à Scranton en Pennsylvanie, est un astronaute américain.

## Vols réalisés
Il réalise un unique vol lors de la mission Discovery STS-102 lancée le 8 mars 2001, qui fut le 8e amarrage d'une navette spatiale américaine à l'ISS.